# خطة إدارة المخاطرة

## خطة إدارة المخاطرة
هي مستند يجهّزه مدير المشاريع للتنبؤ بالمخاطر ويقيّم تأثيرها ويحدد طرق الاستجابة والتصرف في حال وقوعها. كما تتضمن الخطة وجود مصفوفة تقييم المخاطر.
المخاطر هي أحداث أو ظروف غير مؤكدة الحدوث، لكن إن حدثت يكون لها تأثير سلبي أو إيجابي على أهداف المشروع. المخاطر أمر متأصل مع أي مشروع، وعلى مدراء المشاريع تقييم المخاطر باستمرار ووضع الخطط لمعالجتها. تتضمن خطة إدارة المخاطر تحليلاً للمخاطر المحتمل وقوعها مع تقييم تأثيرها إذا كان مرتفعاً أو منخفضاً، إضافة إلى استراتيجيات التخفيف من هذا التأثير للمساعدة في إنجاح المشروع عن طريق تجنيبه تلك المخاطر، إذ لو خرج المشروع عن مساره فاحتمالات نشوء مشاكل تكون كبيرة جداً.يجب أن يتم مراجعة خطط إدارة المخاطر دورياً من قبل فريق عمل المشروع وذلك لتجنّب أي مخاطر لم تحلل أو تؤخذ بعين الاعتبار مسبقاً.
إذًا، إن خطة إدارة المخاطر توضح منهج إدارة المخاطر للمشروع عبر تقديم مصطلحات موحدة، أدوار ومسؤوليات واضحة، وصفًا مفصلًا لعملية إدارة المخاطر، والنماذج الموحدة سابقة الإعداد المستخدمة في العملية.  والخطة مصممة لإرشاد فريق المشروع وأصحاب المصلحة.

عناصر إدارة المخاطر

## تعريف إدارة المخاطر
الخطر هو حدوث شيء ما يكون له أثر سلبي في تحقيق أهداف المشروع، أو يؤدي إلى خسائر بشرية أو مادية أو معنوية. إن الوزن يعرف على أنه مدى إمكانية حدوث هذه المخاطر والتقدير هو مدى أثر هذه المخاطر في المنظمة في حال حدوثها.إن المخاطر تؤثر سلبياً المشروع، وتؤدي إلى توقفه جزئياً أو كلياً عن التقدم. في ضوء هذا تعرف، إدارة المخاطر على أنها النشاط الإداري الذي يهدف إلى التحكم بالمخاطر وتخفيضها إلى مستويات مقبولة. وبشكل أدق هي عملية تحديد المخاطر التي تواجه المشروع، وقياسها والسيطرة عليها وتخفيضها.

## أهداف إدارة المخاطر
•        وضع خطة المخاطر وإدراجها ضمن موازنة المشروع.
•        نشر الوعي بأهمية إدارة المخاطر.
•        بناء ثقافة إدارة المخاطر.
•        تحديد المخاطر المحتملة.
•        تقدير احتمالية حدوثها.
•        دراسة العوامل المسببة لها والآثار المترتبة عليها.
•        تقدير الكلفة اللازمة لتجنب المخاطر والحد من آثارها.
•        بناء خطط لمواجهة المخاطر المحتملة.
•        تحديد المهام والمسؤوليات لإدارة المخاطر.
•        التدريب على الآليات الممارسات الفضلى في إدارة المخاطر.
•        بناء آليات للمتابعة والتقييم في إدارة المخاطر وتنفيذها.

المخاطر الجيولوجية

## أهمية إدارة المخاطر
إدارة المخاطر عنصر أساسي من عناصر الإدارة والمساءلة في كل المشاريع على اختلاف أنواعها. فهي أسلوب منهجي يطبقّ على نطاق المشروع، الأمر الذي يدعم تحقيق أهدافه الاستراتيجية من خلال إعمال نهج استباقي في تحديد المخاطر وتحليلها وتقييمها وتحديد الأولويات المتعلقة بها ومراقبتها في المشروع بأكمله. وبما أنها تساعد في الاستعداد الأفضل للمستقبل والتعامل مع حالات عدم التيقن، فلا يمكن فصلها عن آليات تحديد الأولويات والتخطيط والهدف من نهج إدارة المخاطر هو المساعدة على ضمان استدامة عمل المشروع. وتساعد إدارة المخاطر على تقليل المخاطر المفاجئة من خلال استشراف مستمر للمستقبل وإعمال سيناريوهات «توقع الأسوء». كما تتيح منهجية متسقة لتنفيذ المشروع ومن الأهمية بمكان، الإشارة إلى أن المخاطر والفرص عاملان لا ينفصلان على الرغم من اختلاف تعريفهما. وتركز التقنيات الفعالة لتحديد المخاطر على الفرص بقدر ما تركز على المخاطر علماً أن الفشل في رصد الفرص المتاحة لتحقيق أهداف المشروع هو خطر في حد ذاته.

## منهجية إدارة المخاطر
تٌعد إدارة المخاطر جزءاً من إدارة المشروع، وتتمثل في مجموعة من  الإجراءات التي تتبعها إدارة المخاطر بشكل منظم لمواجهة المخاطر المصاحبة للمشروع من خلال الاستخدام الأمثل للموارد المتاحة في ظل وجود المخاطر بما يضمن تحقيق الأهداف.وتوفر إستراتيجية إدارة المخاطر مجالاً للتواصل لمنع الخطر أو التقليل منه، ومن حجم الخسائر عند حدوثها، والعمل على عدم تكرارها من خلال دراسة أسباب حدوث كل خطر لتلافيه مستقبلاً، وتوفير الأموال اللازمة لتعويض الإدارة عن الخسائر التي قد تحدث. إن الخطوط العريضة لطرق إدارة المخاطر التي يجب استخدامها في مرحلة من مراحل عملية إدارة مخاطر المشروع تتمثل  في أربع خطوات وهي تحديد المخاطر، تحليل المخاطر، الاستجابة للمخاطر، تتبع المخاطر ورفع التقارير عنها. وتجدر الإشارة، إلى ان المراحل الثلاثة الأولى تحدث بالتتابع وان المرحلة الرابعة (تتبع المخاطر) تحدث خلال العملية كلها.

## تحديد المخاطر
لضمان نجاح هذه الخطوة يجب الالتزام بالمعايير التالية:
1. يجب ان يشارك في تحديد المخاطر الافراد الذين لديهم المعرفة الصحيحة لأنه يتطلب معرفة بالمشروع مع معرفة تامة بالأهداف الاستراتيجية والتشغيلية.
2. خطة إدارة المخاطر نشاط مستمر لا تنتهي بمجرد اعداد خطة إدارة المخاطر فقد تظهر المخاطر في أي وقت أو خلال تطور أنشطة المشروع.
3. خطة إدارة المخاطر عمل تشاركي يشارك فيه الموظفين وقد يحتاج ان يشارك فيه أصحاب المصلحة.

عملًا بهذه الخطوات الضرورية، يتم التعرف إلى المخاطر ذات الأهمية وتصنيفها وتحليلها وتطوير استراتيجيات لتفاديها أو للتخفيف من آثارها حال وقوعها من خلال:
•        التحديد المعتمد على الأهداف: إن أي حدث يعرض تحقيق أهداف المشروع  إلى خطر سواء  أكان جزئيا أو كليا، يشكل خطورة. ولذلك تم تحديد أهداف إستراتيجية إدارة المخاطر.
•        التحديد المعتمد على التصنيف: وهو تفصيل جميع المصادر المحتملة للمخاطر، وتحليلها وتصنيفها ضمن كشف بالمخاطر التي تواجه المشروع، وإعادة ترتيب المخاطر وفق احتمالية وقوعها.
•        مراجعة المخاطر الشائعة: تم الإطلاع على تجربة عدد من المشاريع السابقة التي لديها إستراتيجية للتعامل مع المخاطر.
•        تقييم المخاطر: وهي تحديد عنصر الخطر واحتمال حدوث كل خطر، وكذلك الآثار التي يحدثها كل خطر (التأثير).

## تحليل المخاطر
تتضمن هذه العملية شقين أساسيين:
1. تقييم كل مخاطرة من حيث ضررها المحتمل على المؤسسة
2. ترتيب المخاطر حسب اولويتها

يعد معيار آيزو 31000  هو المعيار الدولي لإدارة المخاطر، والذي يساعد المؤسسات من خلال المبادئ والإرشادات العامة التي يحددها على تحليل المخاطر وتقيمها. كما يمكن اعتماد هذا المعيار من جميع المؤسسات سواء الخاصة أو الحكومية وذلك لإمكانية تطبيقه على مختلف أنواع المشاريع والوظائف كالتخطيط والإدارة والاتصالات وغيرها. إن تطبيق المبادئ والإرشادات الخاصة بمعيار إدارة المخاطر في مشروع معين تضمن القدرة على تطوير الفاعلية التشغيلية، وزيادة ثقة المؤسسات وأصحاب المصالح الأخرى بالشركة التي تدير العمل. كما ويساعد تطبيق هذا المعيار على تحسين أداء الشركة على صعيد الصحة والسلامة وعلى بناء نظام قوي قادر على اتخاذ القرارات المناسبة وتشجيع الإدارة الوقائية على كافة الأصعدة.

### تقييم المخاطر
يتم تقييم المخاطر وفقا للعوامل الأربعة التالية:
•        الاحتمال
•        الاثر
•        الإطار الزمني
•        حالة أنشطة الاستجابة للمخاطر
وبناء على الدرجة التي يحققها كل من هذه العوامل سيتم تخصيص درجة كل من هذه العوامل. سيتم تخصيص درجة لكل مخاطرة تتراوح بين (0-81) وكلما ارتفعت هذه الدرجة كلما زاد الخطر الذي تمثله هذه المخاطرة على المشروع.  في معظم الأحيان، يتم تقييم المخاطر الجديدة خلال أسبوع واحد من تحديدها، واما المخاطر الموثقة بالفعل فيتم إعادة تقييمها شهريا على ابعد تقدير لرصد اية تغييرات في الاحتمال، الأثر.الإطار الزمني، حالة أنشطة الاستجابة والتأكد من تحديث درجة المخاطر وفق لتلك المتغيرات.
يتم تحديد احتمالية حدوث الخطر بإحدى الحالات الآتية: ضعيف جداً، ضعيف، متوسط، كبير، كبير جداً. يستخدم نموذج تقييم المخاطر لتحديد العلاقة بين احتمالية وقوع الخطر وشدته.
إن تحديد احتمالية حدوث الخطر من الممكن أن تكون سهلة أو صعبة.  على سبيل المثال توافر معلومات سابقة حول الخطر، يساعد في معرفة احتمالية حدوثه في المستقبل، وبالمقابل إذا لم تتوافر معلومات مسبقة حول الخطر، فإن تحديد احتمالية حدوث الخطر  ستكون قليلة . إن مصفوفة "SWOT" تستخدم لتحليل المخاطر ويتم الاستعانة بها عند وضع الخطط التنفيذية للتعامل مع المخاطر التي تواجه المشروع.

### ترتيب المخاطر حسب أولويتها
إن ترتيب المخاطر حسب أولويتها يأخذ بعين الاعتبار كلاً من الاحتمال، الأثر، الإطار الزمني وحالة انشطة الاستجابة للمخاطر.
يعٓرّف الاحتمال على أنه احتمال حدوث المخاطر. إن درجات الاحتمال أو الوتيرة هي ثلاث: المرتفعة (احتمال حدوث المخاطرة أكثر من 70%), المتوسطة (احتمال حدوث المخاطرة يتراوح بين30 - 70%) والمنخفضة (احتمال حدوث المخاطرة اقل من 30%).
الأثر يصف الخسارة التي ستقع على المشروع عند حدوث المخاطر. إن تعريفات الأثر تختلف بحسب نوع الأثر. على سبيل المثال،  يقاس الأثر على الميزانية بالدولار، أما الأثر على الجدول الزمني باشهور.  يتم تحديد مدى تأثيرالخطر بإحدى الحالات الآتية:
•        مخاطر بليغة: عالية للغاية بشكل غير مقبول، ويجب ألا يتواصل النشاط في ظل الظرف السائد.
•        مخاطر كبرى: عالية بشكل غير مقبول، ويجب تعديل النشاط ليتضمن خططاً وإجراءات علاجية وأن يكون خاضعاً للتقييم .
•        مخاطر متوسطة: مقبولة، لكن يجب إدارتها بحيث تظل في أدنى مستوى عملي منطقي.
•        مخاطر منخفضة: مقبولة دون الحاجة لاتخاذ إجراء آخر، لا يطلب اتخاذ إجراء ما  إن لم يكن تصعيد المخاطر ممكناً.
كلما زاد تأثير الخطر ازدادت الحاجة إلى إعطائه أهمية كبيرة . وأثناء عملية تقييم تأثير الخطر يجب الأخذُ بعين الاعتبار شمولية تأثيره، وتحديدُ عدد متلقي الخدمة المتأثرين بشكل سلبي بهذا الخطر، وإعطاؤه أهمية خاصة للتأثيرات السلبية التي لا يمكن معالجتها.
عند تقييم احتمالية تأثير الخطر في النواحي المالية، يتم الأخذ بعين الاعتبار القيمة  المترتبة على وقوع الخطر وتكاليف تصحيح هذا الخطر، وحتى تتمكن إدارة  المشروع منتوزيع  الموارد بشكل جيد، يجب التركيز على المخاطر ذات التأثير الكبير إضافة إلى ذلك، إن إشراك متلقي الخدمة في تحديد المخاطر يساعد في تقييم الخطر بشكل أفضل.
يشير الإطار الزمني إلى توقيت حدوث المخاطرة وتأتي التعريفات على الشكل التالي:
•        الأجل القريب (من الممكن حدوث الخاطرة خلال اقل من 0 أشهر)
•        الأجل المتوسط (من الممكن حدوث الخاطرة خلال 6 - 0 أشهر)
•        الأجل البعيد (من الممكن حدوث الخاطرة خلال بعد أكثر من 6 أشهر)
وتختلف توقيتات الإطار الزمني بحسب برنامج المشروع المنفذ.
حالة أنشطة الاستجابة للمخاطر تشير إلى مدى تقدم ونجاح انشطة الاستجابة للمخاطر حتى وقت معين. إن التعريفات لأربعة أنواع من الحالات هي كالتالي:
•        لا توجد خطة (لا توجد هناك خطة للاستجابة للمخاطر)
•        خطة غير مفعلة (هناك خطة للاستجابة للمخاطر ولكن لم تيم اتخاذ أي إجراء)
•        خطة مفعلة (خطة للاستجابة للمخاطر تم تفعيلها ولكن لم يظهر بعد إذا كانت فعالة)
•        خطة مفعلة وفعالة (خطة للاستجابة للمخاطر تم تفعليها وادت الي ازالة المخاطر أو تقليل اثاراها)
بناءّ على درجة تقييم المخاطر وعلى التعريفات الأربع المذكورة أعلاه، يتم ترتيب أولوية المخاطر على الشكل التالي:
أولوية مرتفعة: أكبر من 35.
أولوية متوسطة: بين 18 – 35 .
أولوية منخفضة: اقل من 18.

## إجراءات التعامل مع الخطر والاستجابة له
تتضمن الاستجابة للمخاطر مهمتين أساسيتين وهما التخطيط لكيفية الاستجابة للمخاطر تنفيذ ومراقبة خطط العمل المعدة للاستجابة للمخاطر. فبعد أن تتم عملية التعرف على المخاطر وتقييمها فإن التقنيات المستخدمة للتحكم بها تقع ضمن واحدة أو أكثر من أربع مجموعات رئيسية.
1. التحكم في المخاطر: أي تحديد الطرق التي تستخدمها إدارة المشروع  لتقليل احتمال الخطر وآثاره، ورصد مبلغ ضمن الموازنة للتعامل مع المخاطر من خلال:
•        نقل الخطر: تحويل الخطر إلى جهات أخرى، مثل تحويل العمل أو جزء منه إلى جهات أخرى (مثل التأمين أو التعاقد الخارجي)  لتقوم بتنفيذه.
•        تقبل الخطر: إن اتخاذ إجراءات فعالة للحد من الخطر تكون محدودة في بعض الحالات، أو تكلفة اتخاذ هذه الإجراءات قد تكون عالية، أو مكلفة وفي هذه الحالة يكون الإجراء الإداري المطلوب هو مراقبة الخطر والتأكد من أن احتمالية حدوثه أو تأثيره لن تتغير، وقد يكون من المناسب التعامل مع هذا الخطر في المستقبل بشكل أفضل عند توافر طرق إدارية مختلفة لإدارة هذا الخطر.
•        معالجة الخطر: معظم حالات الخطر ستكون ضمن هذه الفئة، حيث يتم احتواء الخطر من خلال اتخاذ إجراءات وقائية للتعامل معه أو للحد منه.
•        إنهاء الخطر: حيث يتم اتخاذ بعض الإجراءات التي تزيل الخطر بشكل جذري، مثل استخدام طرق مختلفة لتنفيذ العمل، أو تكنولوجيا مختلفة، والتي تجعل الخطر غير موجود.
2. المراقبة والمتابعة الدورية؛ ليتم اكتشاف أي مصدر خطر جديد أو فشل التحكم في إدارة المخاطر.
إن قائمة المخاطر (كشف المخاطر) تعد ركيزة أساسية لإستراتيجية إدارة المخاطر، حيث يتم اعتمادها لمراقبة الأداء حول إدارة المخاطر، حيث تتم مراجعة قائمة المخاطر بشكل دوري وتحديد التطور في إدارة المخاطر بطرق مختلفة منها:
•        تكرارية حدوث الخطر.
•        مدى التغير في قائمة المخاطر.
•        مدى فعالية الإجراءات الوقائية المتبعة ونجاحها في الحد من الخطر.
•        مدى مشاركة الموظفين في تحديد قائمة المخاطر.
•        مدى تحديث قائمة المخاطر من حيث ظهور مخاطر جديدة، وإنهاء مخاطر سابقة.
•        مدى التوجه في تقييم المخاطر من حيث حجم تأثيرها: كبير، متوسط، قليل القياس.
3. قياس فاعلية الإجراءات المتخذة لتلافي المخاطر باستخدام نموذج تقييم المخاطر .
4. قياس فاعلية منهجية إدارة المخاطر والتعديل عليها بناءً على نتائج القياس .

## استعراض سجل المخاطر وتحديثه
يكون مدير المخاطر هو مسؤول عن تتبع المخاطر.  إنه يحتفظ بقائمة بالمخاطر التي يواجهها، فضلاً عن تدابير التخفيف المقابلة لها. وتُستعرض المخاطر بانتظام كما يلي:
1. يُدمج استعراض المخاطر الاستراتيجية والتشغيلية ضمن عمليات إجراءات الأعمال الأساسية بدلاً من أن يعامل كشأن يجرى دورياً؛
2. تجمَّع الخطط التشغيلية للمشروع، ويقوم مدير المخاطر باستعراض المخاطر التشغيلية والاستراتيجية الرئيسية كافة على الشكل التالي:

•        يتم إعلام مدير المشروع بكافة المخاطر وأنشطة الاستجابة.
•        يتم إعلام راعي المشروع بالمخاطر التي تم قبولها.
•        يتم إعلام اللجنة الاستشارية بالمخاطر ذات أولوية مرتفعة أو متوسطة.

## المهام والمسؤوليات المتعلقة باستراتيجية إدارة المخاطر
1. الموظفون: معنيون في تقييم ومراجعة المخاطر، ولكن يمكن أن يكونوا جميعاً مشاركين في تحديد هذه المخاطر، وفي حال معرفة الموظف بخطر معين في منطقة عمله، ويكون هذا الخطر غير معروف؛ يتوجب على الموظف المشاركة بإدلاء المعلومات حول هذا الخطر لمديره المباشر، والتوجه العام يجب أن يكون بأنه لا يوجد خطر يمكن إهماله، وبعد مناقشة الخطر وتأثيره، يتم تحديد الحاجة إلى تسجيل الخطر والإجراءات الكفيلة بالحد من آثاره ووضعه تحت السيطرة أم لا.
2. المسؤولون عن إدارة المخاطر: لكل خطر يتم تحديده يتم تحديد مسؤول عنه، ويكون هذا الشخص لديه الصلاحيات والإمكانيات لمواجهة الخطر، وبإمكانه أخذ الإجراءات الوقائية اللازمة لوضع الخطر تحت السيطرة، مثال: أن يكون لديه القدرة على تحويل الموارد اللازمة لمواجهة الخطر، وقد يكون على حساب عمل آخر ذي أهمية أقل. إذا كان المسؤول عن إدارة الخطر غير قادر على اتخاذ مثل هذا الإجراء، فلا بد أن يتم تعيين مسؤول أعلى منه لإدارة الخطر. المسؤول عن إدارة الخطر يجب أن يوفر ويوثق جميع المعلومات المتعلقة بهذا الخطر، وأن يقوم باستخدام المعلومات السابقة واستحداث معلومات جديدة لمواجهة الخطر حسب الحاجة.
3. المديرون : جميع مديري الأقسام مسؤولون عن التأكد من أن جميع موظفيهم على دراية بأحدث المعلومات حول إدارة المخاطر، وأن يقوموا بتوصيل المعلومات حول مخاطر معروفة لديهم لموظفيهم، ليتم توضيحها وعنونتها عند تحقيق الأهداف.
4. متلقو الخدمة: إن متلقي الخدمة لديهم دور مهم  في إدارة المخاطر من خلال التواصل المجتمعي على الرغم من أنه لا يوجد لديهم مسؤوليات واضحة في هيكل المشروع، ولكن سيتم بشكل دوري أخذ رأي واقتراحات متلقي الخدمة عن الاستراتيجية في إدارة المخاطر من خلال مسوحات رضا متلقي الخدمة.

## أنواع المخاطر التي يتعرض لها المشروع
تنقسم المخاطر التي یتعرض لها المشروع إلى نوعین رئیسیین:
1. المخاطر الداخلیة: وهي أشیاء یستطیع فریق المشروع التحكم فیها أو التأثیر علیها، مثلًا:
•        المخاطر الناجمة عن فریق العمل: تحدث عندما یكون فریق العمل غیر مستعد في الوقت المطلوب، عندما یكون فریق العمل لیس بالكفاءة المناسبة، أو عندما یتخلف فریق العمل أو یتقاعص عن اداء العمل •        المخاطر الناجمة عن سوء إدارة المشروع: تنتج عن اتخاذ القرارات في الوقت غیر المناسب أو اتخاذ القرارات الخاطئة التي تؤدي إلى تعطیل المشروع.
2. المخاطر الخارجیة: هي أشیاء خارج تحكم أو تأثیر فریق المشروع، مثلًا:
•        المخاطر الناجمة عن تعطل الأجهزة والمعدات المستخدمة في المشروع: لا تسلم  أجهزة المشروع أثناء سير العمل مما يؤثر بطريقة سلبية على تقدم المشروع.
•        المخاطر الناتجة عن التكنولوجیا: تترافق مع تخطي الحدود في استخدامها وذلك بسبب الحاجة إلى وقت اضافي لفهمها مما یؤدي إلى تأخیر المشروع .
•        الأخطار الطبیعیة أو البیئیة: هي احتمال وجود أثار بیئیة عكسیة لم تراعى عند التخطیط والتنفیذ، مثال ذلك أمطارشدیدة، تقلبات جویة، أعاصیر وزلازل. وهذه الظواهر الطبیعیة تحدث في المحیط الحیوى  للمشروع وقد غالبا ما تؤدي إلى ضرر. یمكن تصنیف هذه الأخطار الطبیعیة وفقا لمنشئها : جیولوجى أو مائى – طقس أو بیولوجى. وتختلف الأحداث الخطرة من حیث حجمها أو شدتها ومعدل تكرارها ومدتها ومداها أو مساحتها والأنتشار المكانى والفترات الزمنية البيئية.
•        المخاطر الاجتماعیة: تختص هذه المخاطرة بعادات المجتمع وتقالیده مثل أعیاد وعطلات ومعتقدات معتمدة في منطقة المشروع والتي لم تؤخذ بعین الاعتبار في تخطیط وتنفیذ المشروعات المقامة بتلك المناطق. إن عدم مراعاة تلك العادات بالجداول الزمنیة في الكثیر يؤدي إلى توقف العمل وزیادة المدة الزمنیة للمشروع.
•        مخاطر السوق المالية: تنتج عن التغیرّ السریع بالأسعار نتیجة تغیر الأسعار في السوق العالمي للخامات والمواد المستخدمة بالمشاریع، أوعدم ثبات تلك الأسعار من بدایة المشروع وحتى انتهاؤه.
•        مخاطر الائتمان:  يتعرض لها المشروع عند أخذ قروض كبیرة من البنوك وعدم وجود إستراتیجیات لتسدید تلك القروض.